# David Reid (Boxer)
David Terrell Reid (* 17. September 1973 in Philadelphia, Pennsylvania) ist ein ehemaliger US-amerikanischer Boxer. Er war von März 1999 bis März 2000 Weltmeister der World Boxing Association (WBA) im Halbmittelgewicht.
Als Amateur gewann er unter anderem die Goldmedaille im Halbmittelgewicht bei den Olympischen Sommerspielen 1996.

## Amateurkarriere
David Reid boxte anfangs im Weltergewicht und gewann 1993 die National Golden Gloves und 1994 die US-Meisterschaften. Er startete daraufhin bei den Panamerikanischen Spielen 1995 in Mar del Plata, besiegte Guillermo Saputo, Hercules Kyvelos und Daniel Santos, womit er neben dem Halbschwergewichtler Antonio Tarver, die einzige US-Goldmedaille gewinnen konnte. Im Finalkampf gegen Santos erlitt er durch Schlagwirkung eine bleibende Verletzung des linken Augenlides.
Anschließend boxte er im Halbmittelgewicht und gewann 1996 jeweils die US-Meisterschaften, die US Olympic Trials sowie die US Olympic Box-offs.
Er konnte daraufhin an den Olympischen Sommerspielen 1996 in Atlanta teilnehmen und erreichte mit Siegen gegen Lee Wan-Kyun, Pavol Polakovič, Mohamed Marmouri und Karim Toʻlaganov als einziger US-Boxer das Finale, wo er beim Kampf um die Goldmedaille Alfredo Duvergel durch K. o. bezwang.

## Profikarriere
David Reid boxte als Profi von März 1997 bis November 2001. Er wurde von Al Mitchell trainiert und von Dan Goossen promotet. Er war der erste Profiboxer, dessen Debütkampf bereits von HBO übertragen wurde.
Er schlug zu Beginn seiner Karriere starke Gegner, darunter Robert Koon (WM-Herausforderer der WBA 2001), Jorge Vaca (WBC-Weltmeister 1987/88), Robert Frazier (WM-Herausforderer der IBF 2001), Fidel Avendaño (WM-Herausforderer der WBO 1995), Nick Rupa (WM-Herausforderer der WBC 1997) und Simon Brown (IBF-Weltmeister 1988–1991, WBC-Weltmeister 1991 und 1993–1994).
Am 6. März 1999 boxte er in seinem erst zwölften Kampf um den WBA-Weltmeistertitel im Halbmittelgewicht und siegte einstimmig gegen Laurent Boudouani, der den Titel im August 1996 gegen Julio César Vásquez erkämpft und bereits gegen Carl Daniels, Guillermo Jones (2×) und Terry Norris verteidigt hatte. Im Anschluss gewann Reid Titelverteidigungen gegen Kevin Kelly und Keith Mullings, ehe er den Titel am 3. März 2000 durch eine Punktniederlage an Félix Trinidad verlor.
Nach drei folgenden Siegen, verlor er am 11. November 2001 durch TKO gegen Sam Hill und beendete seine Karriere.